# Jiaoxi (ort)
Jiaoxi är en ort i Kina. Den ligger i provinsen Guizhou, i den sydvästra delen av landet, omkring 200 kilometer öster om provinshuvudstaden Guiyang. Antalet invånare är 758.